# 員林事件
員林事件，又稱員林血案，是一宗在1946年發生於臺灣員林等地的衝突事件。和布袋事件、新營事件並稱1946年台灣三大社會事件。

## 過程

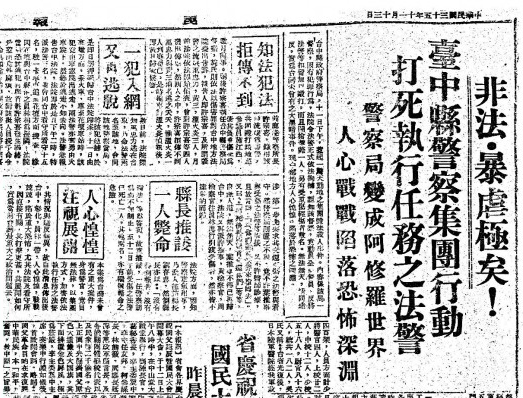
民報報導員林事件

### 警所衝突
1946年5月，牙醫陳家霖遭鹿港當地派出所約談，並邀友人施江西（時任鹿港四方醫院院長及臺中縣參議員）陪同。同月20日，施江西同陳家霖前往鹿港警務所。隨後，許宗喜與黃仁昱兩位所員在約談現場發生衝突，義警巫忠力、黃三、溫火炎等上前助陣，施江西因而遭波及並決定離開；離開前，施江西因警告攻擊者再度遭追打並跌落所前水溝。當夜，所內發出搗毀桌椅及門窗之聲響，許宗喜隨後對外宣稱施江西等在所內鬧事並破壞公物。

### 調查審訊
事後，蔡先於等為該事件展開調查，並在報紙上公布調查結果；同時，黃仁昱遭革職，許宗喜轉任臺中縣政府警察局（簡稱「臺中縣警局」）課員，涉案義警則遭處以關禁閉。
7月10日，施江西在臺中地方法院（簡稱「臺中地院」）對許宗喜及巫忠力等提出傷害告訴，並由推事蘇樹發承辦。
10月16日，許宗喜拒絕出席審訊，巫忠力與黃三逃亡。後來，巫忠力在臺東遭逮捕，但在11月11日被法警押解臺中地院途中於花壇車站自車窗跳出車廂逃逸。消息傳回臺中地院後，該院代理院長饒維岳隨即命令其典獄長兼看守所長賴遠輝帶領監獄看守17人協助緝捕，蘇樹發同時簽發拘票飭令法警王朝枝、黃清耀、陳清漢等前往員林拘提許宗喜等被告到案。

### 事件發生
11月11日16時30分前後，辦案人員抵達臺中縣警局，但該局已下班；三位法警一同進入局內尋得許宗喜並出示拘票，但許氏一再藉故拖延，並連絡該局督察長陳傳風、秘書金士衡、課長陳克標等前來支援。金士衡隨即告知法警拘提公務員須經其直屬長官同意，並因該局局長江風已下班返回宿舍而欲擬寫公函予法警帶回臺中地院交差。經電話聯絡蘇樹發後，法警表示獲其指令繼續依法執行公務；陳傳風隨即以電話聯絡江風告知該事，江氏下令查驗法警身份並命令保安隊及北斗、彰化等地警所人員即刻前來支援。在來援人員逐漸抵達時，賴遠輝進入局內並向金士衡出示相關證件，但遭金氏質疑；賴遠輝及三位法警隨即被來援警員押至二樓會議室，在外等候的看守也陸續被警員引導進入警局二樓。不久，陳傳風上樓要求賴遠輝等出示證件，並隨即將證件及拘票收入其褲內口袋，且要求不得打開二樓電燈。
當日19時，陳傳風命令巡官尤洪浪帶領十數位持長槍保安隊員解除法警武裝，並登記繳獲槍枝之序號；賴遠輝囑咐法警和看守遵照對方要求。北斗警察所所長林世民隨即率領武裝警員抵達現場，並在與陳傳風等討論後持手電筒及槍枝上樓，對空鳴槍並喝令現場人員站立、高舉雙手；當時，法警陳清漢正在登記槍枝序號，他一手持槍、一手舉起，因而遭林世民自背後射擊。眾人見陳清漢遭射擊後紛紛走避，林世民等因而開始對現場連續射擊。槍聲停止後，一樓待命警員立刻湧至樓上，將相關人員逮捕逮捕並移送拘留所；受傷法警及看守則於12日2時送至彰化基督教醫院診治，同時由武裝警察全程監控並不准探視。
11月12日，臺中地院之檢察官前往醫院為傷者驗傷，但遭武裝警察阻擋；饒維岳委派推事葉作樂向縣警局長江風要求釋放相關人員，但遭直接回絕。於是，饒氏又委派推事許乃邦前往交涉，但仍不得解答。臺中地院轉而請求臺中縣長劉存忠協助，但遭以「沒得到報告」為由拒絕。12日下午，賴遠輝獲釋，但其餘人員繼續遭拘留。

### 輿論壓力
11月13日，《民報》以「非法‧暴虐極矣！／臺中縣警察集團行動／打死執行任務之法警／警察局變成阿修羅世界／人心戰戰陷落恐怖深淵」為標題作深入報導，並在其社論〈豈容警察反抗法律〉一文指稱該案為「不該在人類棲息的社會中，能夠出現的事象」。
11月14日，高等法院院長楊鵬命令其推事吳鴻麒、檢察官毛錫清等會同其警務處兩名專員前往調查；二人先後前往醫院及警局訊問相關人等。隨後，毛錫清命令警局長江風將被拘留人員交予臺中地院領回，但遭江氏以「縣長不在」為由拒絕。吳鴻麒日記中稱他與毛錫清因此當場質問江風為何不服從司法官命令。
，但監察院於2001年、2002年赴臺灣高等法院調閱有關吳鴻麒1946年至1947年間的辦案資料，查無「員林事件」案卷。同日，臺中市人民自由保障委員會、臺中市參議會及臺中律師公會召開聯合討論會，決議呼籲各方擁護司法尊嚴，確立法治政治，並計畫舉行市民大會、彈劾大講演會或座談會。
11月15日，臺中律師公會召開臨時會，並於會中陳述事件經過，復決議發送公文致臺灣省行政長官、臺灣高等法院、臺灣省參議會，催請其針對該事件表態，同時致電臺中縣參議會等有關單位。臺中婦女會及臺灣省政治建設協會（由臺灣民眾黨成員創立，蔣渭川等負責主導）臺中分會也呼籲有關當局徹查該案並依法嚴辦。
11月16日，臺中縣長劉存忠向臺灣省行政長官陳儀就該案提出報告，並在其中指稱臺中地院「強要提取人犯、槍彈，恐有逃亡串證及湮沒證據之虞」。隨後，陳儀批示該案交由行政長官公署法治委員會核辦；但是，在法治委員會提出意見前，行政長官公署警務處已於當日14時通知臺中縣政府將人犯交由臺中地院領回，並同時通知法治委員會該項處置。
11月17日0時30分，臺中縣警局釋放該案件遭拘留人員，但對於獲釋者所要求歸還的遭沒收物品表示不知去向。
11月18日，陳儀出席行政長官公署暨警備總部國父紀念週典禮，並針對該案表示應交由轄管法院公平調查審判，軍警人員以後除特殊任務不必攜帶武器，眾人應信任法院而不必議論紛紛，且法院不能偏私袒護。
11月19日，臺北律師公會、臺北市人民自由保障委員會、臺灣省政治建設協會分別在臺北市召開臨時會，一致呼籲當局徹查真相、嚴辦兇手、追究應負責任者，以擁護正義並維護司法尊嚴，更要求當局遵行提審法以保障人權及生命，也籲請軍政當局嚴格禁止任何人員任意攜帶槍械武器，以免發生不幸事件。
11月21日，臺北律師公會以會長蔡伯汾名義，正式針對司法院、司法行政部、臺灣高等法院、臺灣高等法院檢察處提出「建議書」，要求有關當局依《律師法（页面存档备份，存于）》第十五條第三款規定迅速處理嚴辦，以維護司法尊嚴。不久，臺北縣、新竹市、基隆市、嘉義市、高雄縣各地人民自由保障委員會陸續發表類似意見，呼籲有關當局維護司法正義。
11月28日，臺灣地區法律界人士邀集臺北市律師公會、臺北市人民自由保障委員會、臺灣省政治建設協會、臺灣省記者公會等一同於臺北市中山堂舉辦「護法守法大講演會」，陳菊仙、宋斐如、蔡伯汾、廖進平、蔣渭川等紛紛於會上表達遵守並貫徹法制之重要性。
12月初，臺中縣參議會多位議員紛紛在會議上質詢關於該案之問題。

### 處理結果
臺中縣長劉存忠、縣警察局長江風、北斗警察所長林世民等陸續因該案被調職或停職。臺北地方法院檢察官黎耐庵奉命負責辦理該事件，並於12月4日開始偵查。
1947年1月7日，黎耐庵對江風、金士衡、陳傳風、陳克標、許宗喜、林世民、尤洪浪等提起公訴。
同年2月15日，臺北地方法院庭長兼合議庭審判長方石坡宣讀一審判決，林世民因殺人未遂處有期徒刑5年並褫奪公權3年，其餘被告均獲判無罪或因國民政府之大赦令予以免訴。 宣判後，《民報》記者追問方石坡其餘被告為何無罪，方氏最終答以「恐將發生誤會，故不能答覆云」。
1947年2月28日，黎耐庵決定向高等法院提起上訴。
當時，《民報》總是以聳動標題及大幅版面詳細報導事件進度，並將起訴書、判決書等有關公文全部照刊於報紙版面上。

### 事後相關
二二八事件發生後，吳鴻麒（奉臺中地院院長命令負責調查事件王育霖（撰寫《提審法之解釋》並於電臺廣播上講解）、林連宗（時任臺中律師公會理事長並發起聲援）、施江南（當事人施江西之弟，時任臺北市人民自由保障委員會委員）、宋斐如（在護法大會上批判當局）、廖進平（在護法大會上批判當局）等遭殺害或從此失蹤，蔣渭川逃亡並被通緝，童炳輝（律師及三民主義青年團臺中分團第二區隊長，在全島各地舉辦說明會講述事件經過）名列叛亂人士名冊，饒維岳被羈押達六個多月並曾遭刑求、賴遠輝遭逮捕並關入監獄，臺灣省政治建設協會、各人民自由保障委員會被當局列為「非法組織」並強制解散。